# Carlo Orlandi
Carlo Orlandi (ur. 23 kwietnia 1910 w Mediolanie, zm. 29 lipca 1983 tamże) – włoski bokser kategorii lekkiej, złoty medalista letnich igrzysk olimpijskich w Amsterdamie. W finale pokonał Stephena Halaiko.